# Olympische Sommerspiele 2004/Teilnehmer (Mali)
| Gelbes Symbol für Goldmedaillen mit stilisierten Olympischen Ringen | Graues Symbol für Silbermedaillen mit stilisierten Olympischen Ringen | Braundes Symbol für Bronzemedaillen mit stilisierten Olympischen Ringen |
| ------------------------------------------------------------------- | --------------------------------------------------------------------- | ----------------------------------------------------------------------- |
| —                                                                   | —                                                                     | —                                                                       |

Mali nahm an den Olympischen Sommerspielen 2004 in der griechischen Hauptstadt Athen mit 21 Sportlern, zwei Frauen und 19 Männern, teil.

## Teilnehmer nach Sportarten

### Fußball
- Herrenteam
5. Platz

- Kader
Cheick Bathily
Adama Tamboura
Boubacar Koné
Abdou Traoré
Moussa Coulibaly
Mamadi Berthe
Momo Sissoko
Tenema N’Diaye
Dramane Traoré
Jimmy Kébé
Mamadou Diallo
Boucader Diallo
Rafan Sidibé
Mintou Doucoure
Sédonoudé Abouta
Drissa Diakité

- Soumbeïla Diakité und Fousseiny Tangara gehörten zur Mannschaft, kamen jedoch nicht zum Einsatz.

### Judo
- Bourama Mariko
Leichtgewicht: Erste Runde

### Leichtathletik
- Ibrahima Maïga
400 Meter Hürden: Vorläufe

- Kadiatou Camara
Frauen, 200 Meter: Vorläufe

### Schwimmen
- David Keita
50 Meter Freistil: 79. Platz

- Mariam Keita
Frauen, 100 Meter Brust: 46. Platz